# CCTV-14
CCTV-14 (中國中央電視台少兒頻道T, 中国中央电视台少儿频道S, Zhōngguó zhōngyāng diànshìtái shào'ér píndàoP) è una rete televisiva pubblica cinese con sede a Pechino edita dalla Televisione Centrale Cinese e controllata dall'amministrazione statale di radio, cinema e televisione della Repubblica Popolare Cinese che incentra la propria programmazione sull'intrattenimento per bambini.

## Storia
La rete ha iniziato le proprie attività il 28 dicembre 2003 sotto la precedente denominazione di CCTV-Children, mentre il 1º gennaio 2011 ha assunto l'attuale denominazione e sotto il logo di rete è stata aggiunta la dicitura Bambini in lingua cinese, e tuttora la propria programmazione, composta prevalentemente da serie animate precedentemente trasmesse da CCTV-7, si pone il fine di fare rispettare alcuni importanti concetti spesso trascurati dalla comunità cinese come i diritti universali e la felicità minorili.

## Programmazione
- SpongeBob
- Le Superchicche
- Young Justice (serie animata)
- Tom & Jerry
- Tom & Jerry Kids
- The Tom & Jerry Show
- Sofia la principessa
- La casa di Topolino
- Miles dal futuro
- Phineas e Ferb
- Kim Possible
- Dora l'esploratrice
- Pocoyo
- Peppa Pig
- Ben 10: Omniverse (dal 21 settembre 2017) [2]

## Orari delle trasmissioni
Le trasmissioni della rete iniziano alle ore 6:00 dell'ora di Pechino con l'ident della Televisione Centrale Cinese, seguito dall'inno nazionale della Repubblica Popolare Cinese, e terminano alle ore 24:00 dell'ora di Pechino con il cartello Buonanotte e il monoscopio della Televisione Centrale Cinese composto dall'ora, dalla data e dalla dicitura CCTV - Beijing-China.